# Sachsen-Coburg-Koháry

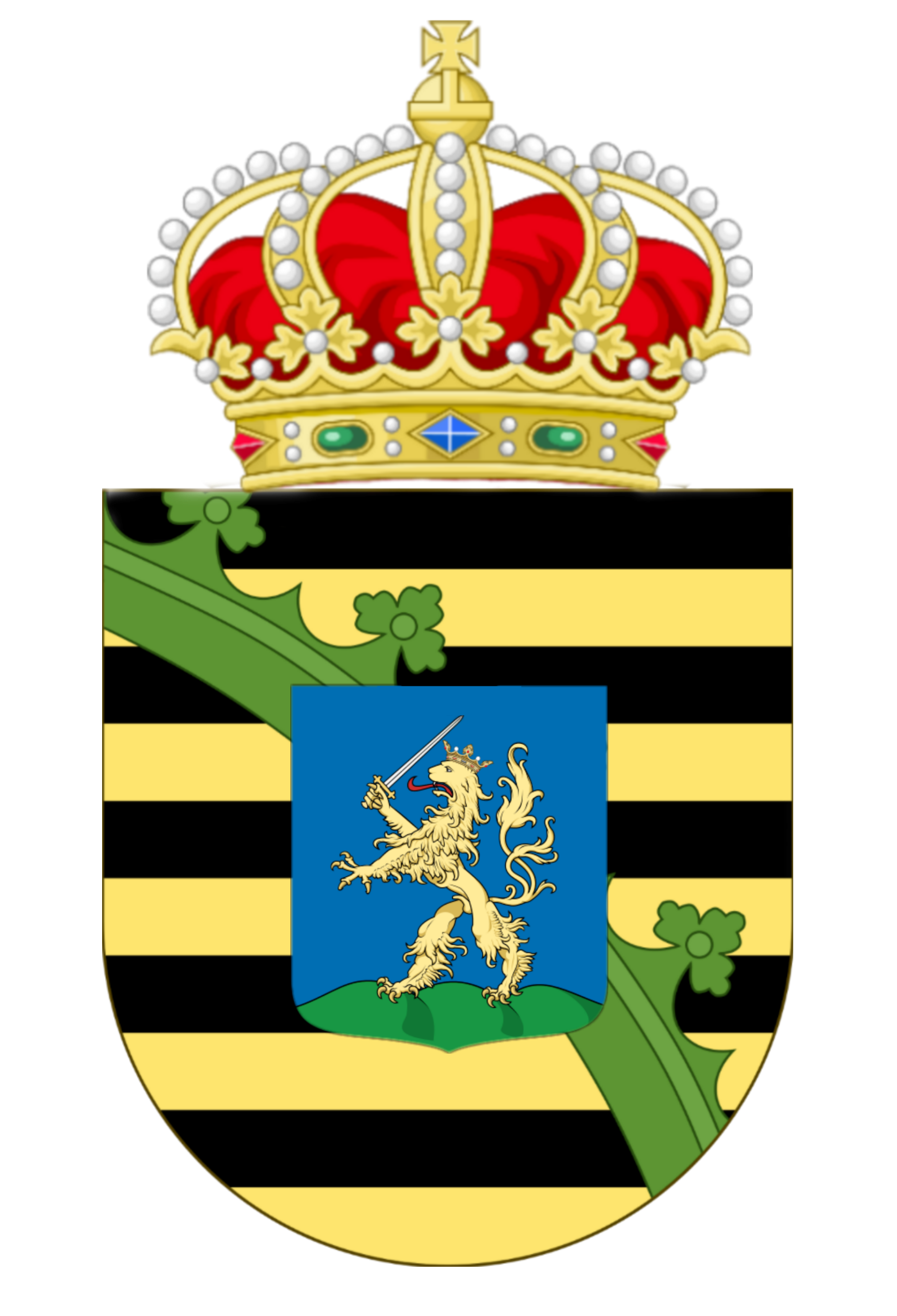
Familienwappen

Das Haus Sachsen-Coburg-Koháry ist eine Sekundogenitur des Hauses Sachsen-Coburg-Saalfeld und wurde durch die Heirat von Ferdinand Georg von Sachsen-Coburg-Saalfeld mit Prinzessin Maria Antonie Gabriele aus der ungarischen Magnatenfamilie  Koháry begründet. Heutiger Chef des Hauses ist Prinzessin Maria Luisa von Bulgarien nach der Änderung der Hausgesetze durch ihren Bruder Simeon von Sachsen-Coburg und Gotha, den letzten Zaren von Bulgarien.

## Familiengeschichte

### Gründung
Am 2. Januar 1816 heiratete Ferdinand Georg, der zweite Sohn des Herzogs Franz Friedrich von Sachsen-Coburg-Saalfeld (1750–1806), Offizier im österreichischen Militär, im Wiener Stephansdom Maria Antonie Koháry, die alleinige Erbin der Koháry-Güter in Ungarn und Österreich. Im Jahr 1818 trat Ferdinand zum katholischen Glauben über und begründete die in Österreich ansässige katholische Linie des Hauses Sachsen-Coburg. 1831 nahm Ferdinand Georg als Fideikommissherr der Sachsen-Coburg-Koharyschen Güter den Titel Herzog an. Nach der Heirat des ältesten Sohns Ferdinand mit der Königin Maria von Portugal wurde mit dem Bau des Palais Coburg als repräsentativen Familiensitzes in Wien begonnen.

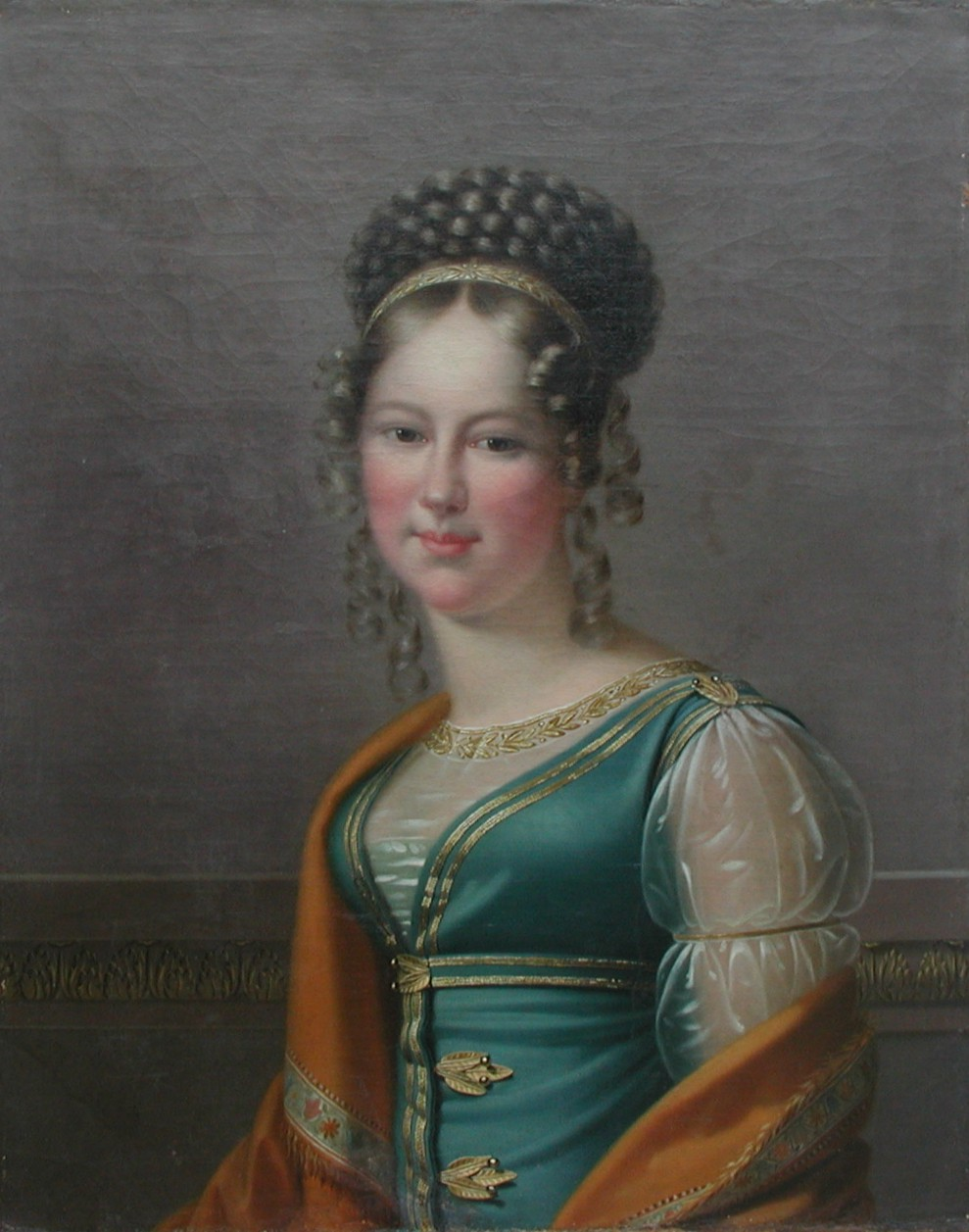
Prinzessin Maria Antonia Koháry (1797–1862)
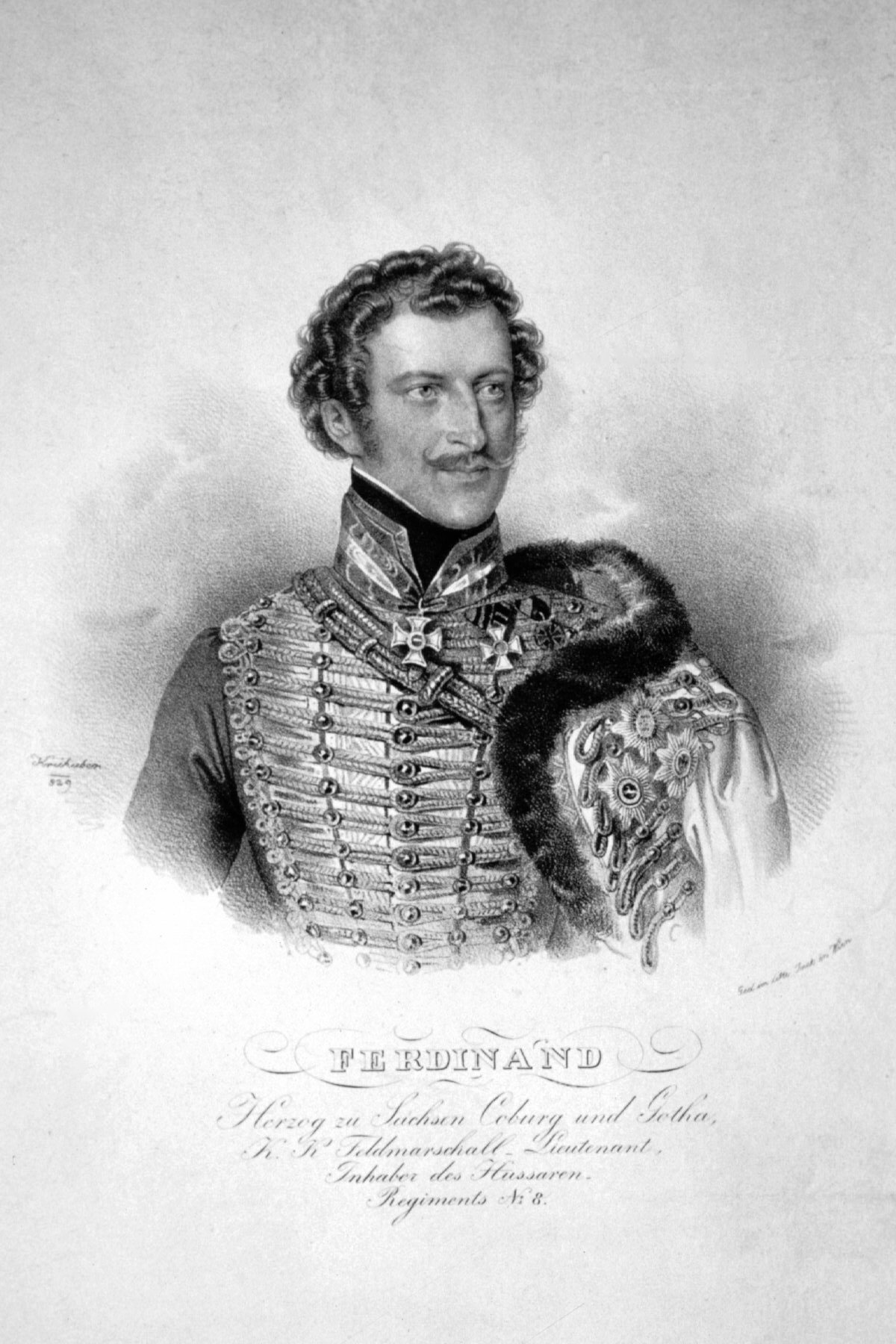
Herzog Ferdinand Georg (1785–1851)
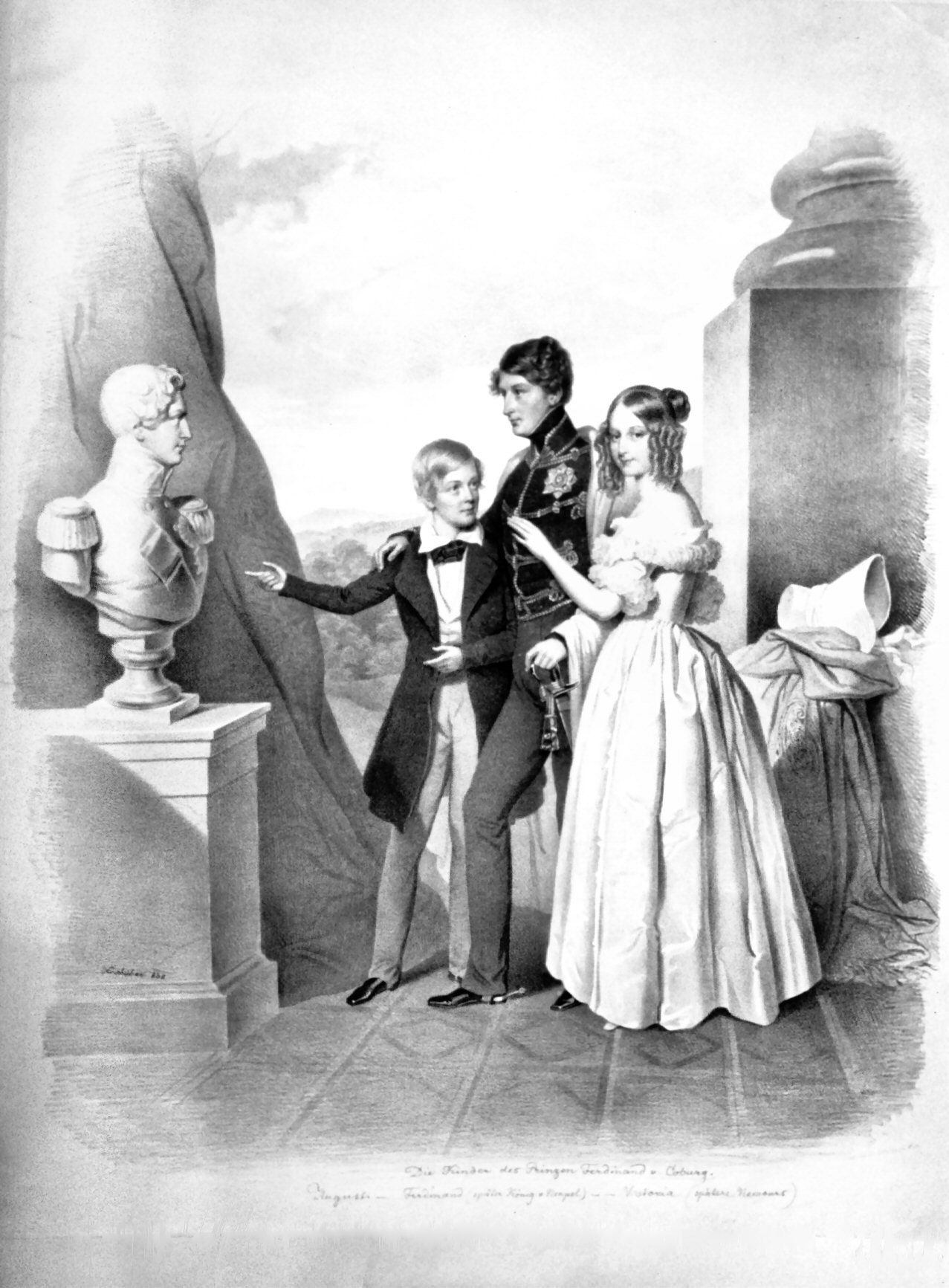
Ferdinand II., August und Viktoria mit der Büste ihres Vaters Herzog Ferdinands von Sachsen-Coburg-Koháry

### Die Portugiesische Linie
Durch die Eheschließung des ältesten Sohns Ferdinand mit der Königin Maria von Portugal im Jahre 1836 wurde die Linie Coburg-Braganza begründet, die bis 1910 den Thron Portugals innehatte.

Wappen der portugiesischen Linie
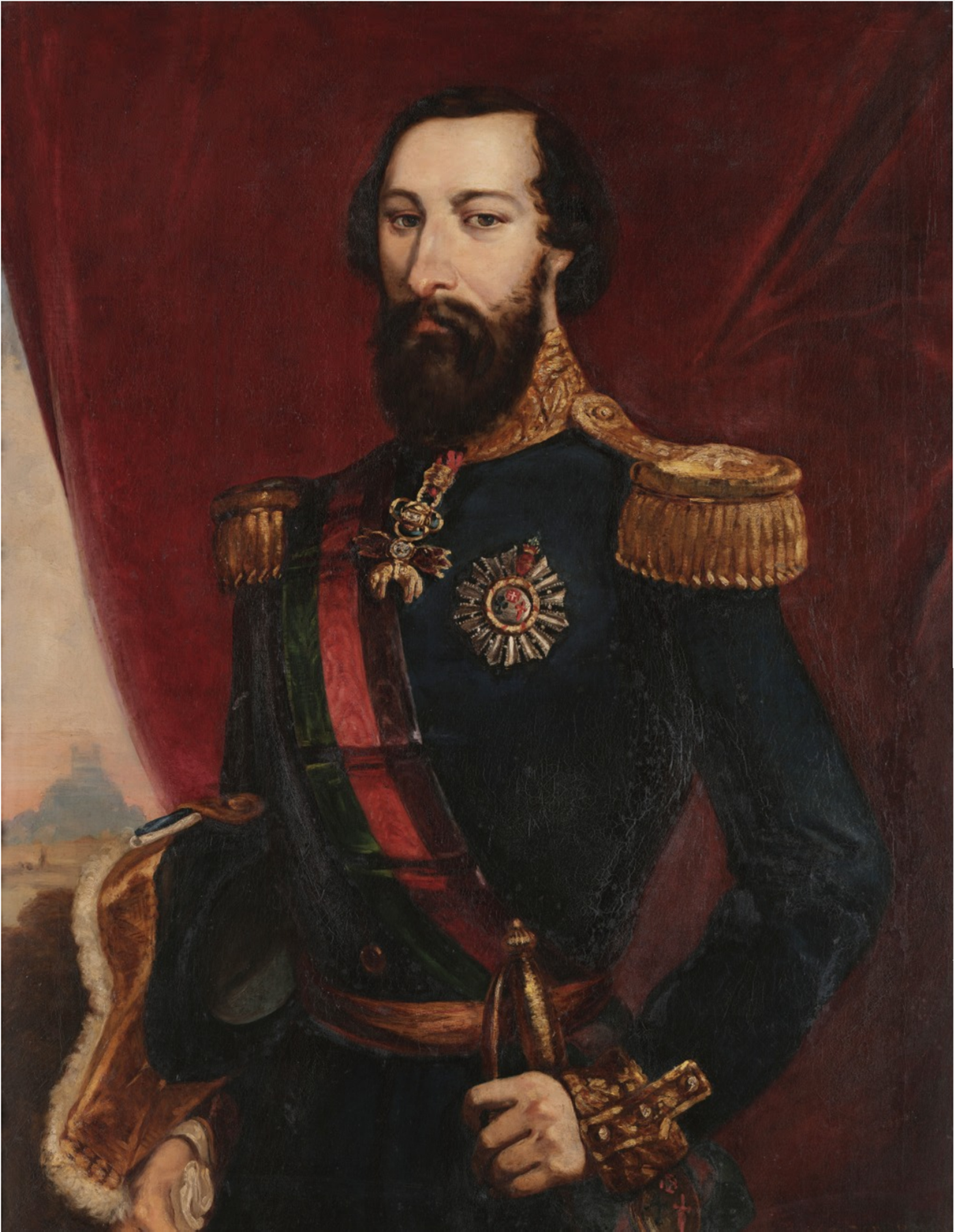
Ferdinand II. von Portugal
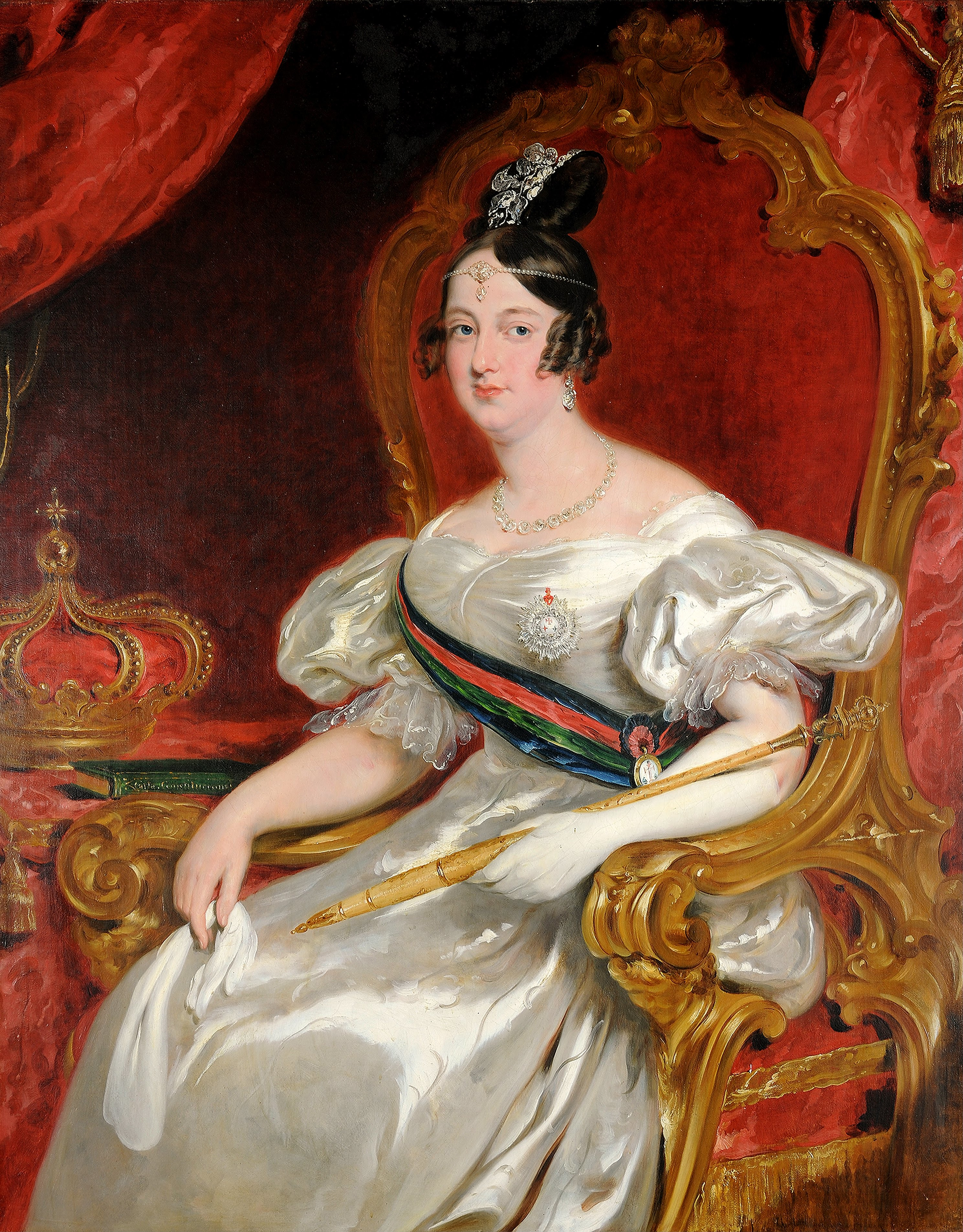
Maria II. von Portugal
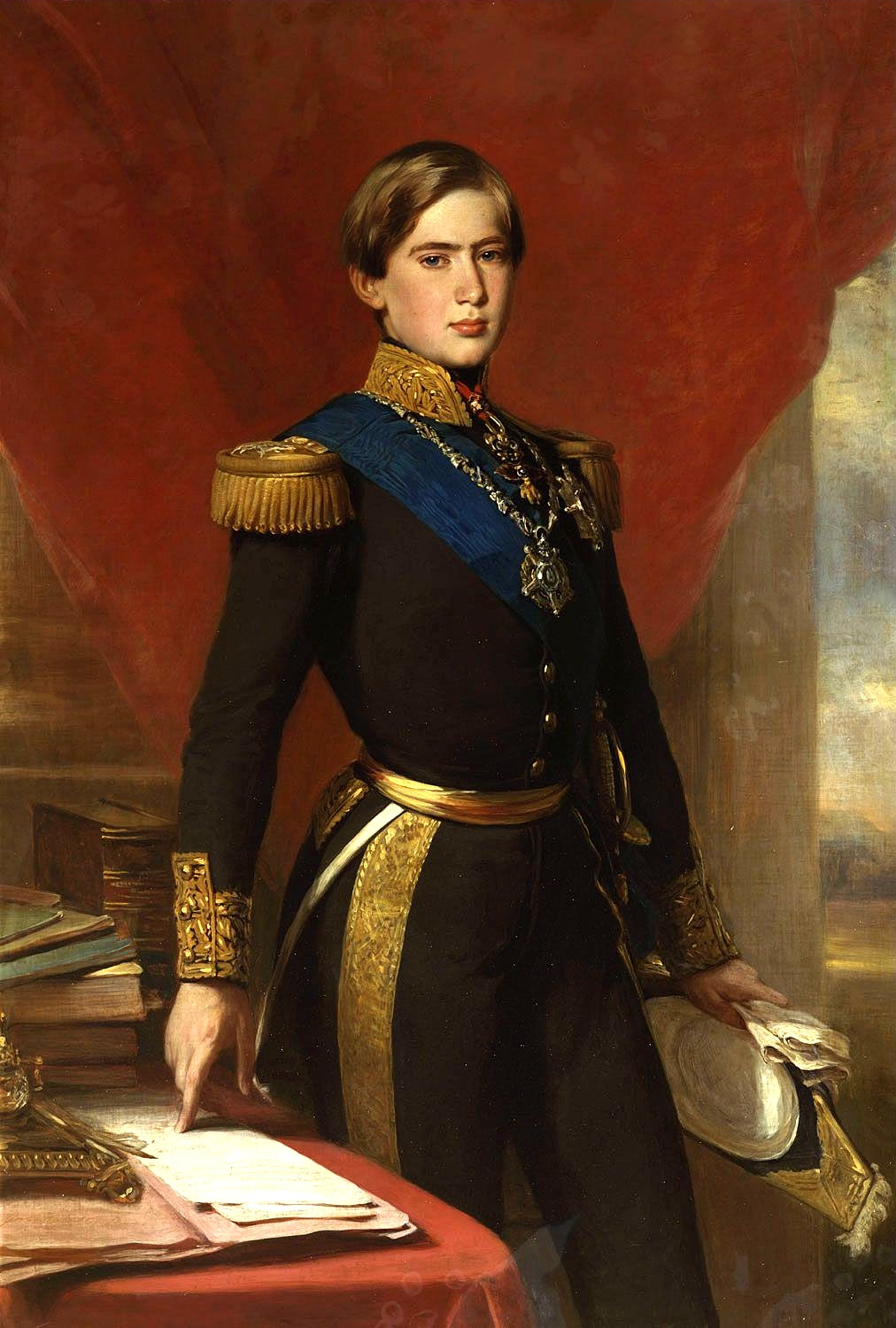
Peter V. (1853–1861)
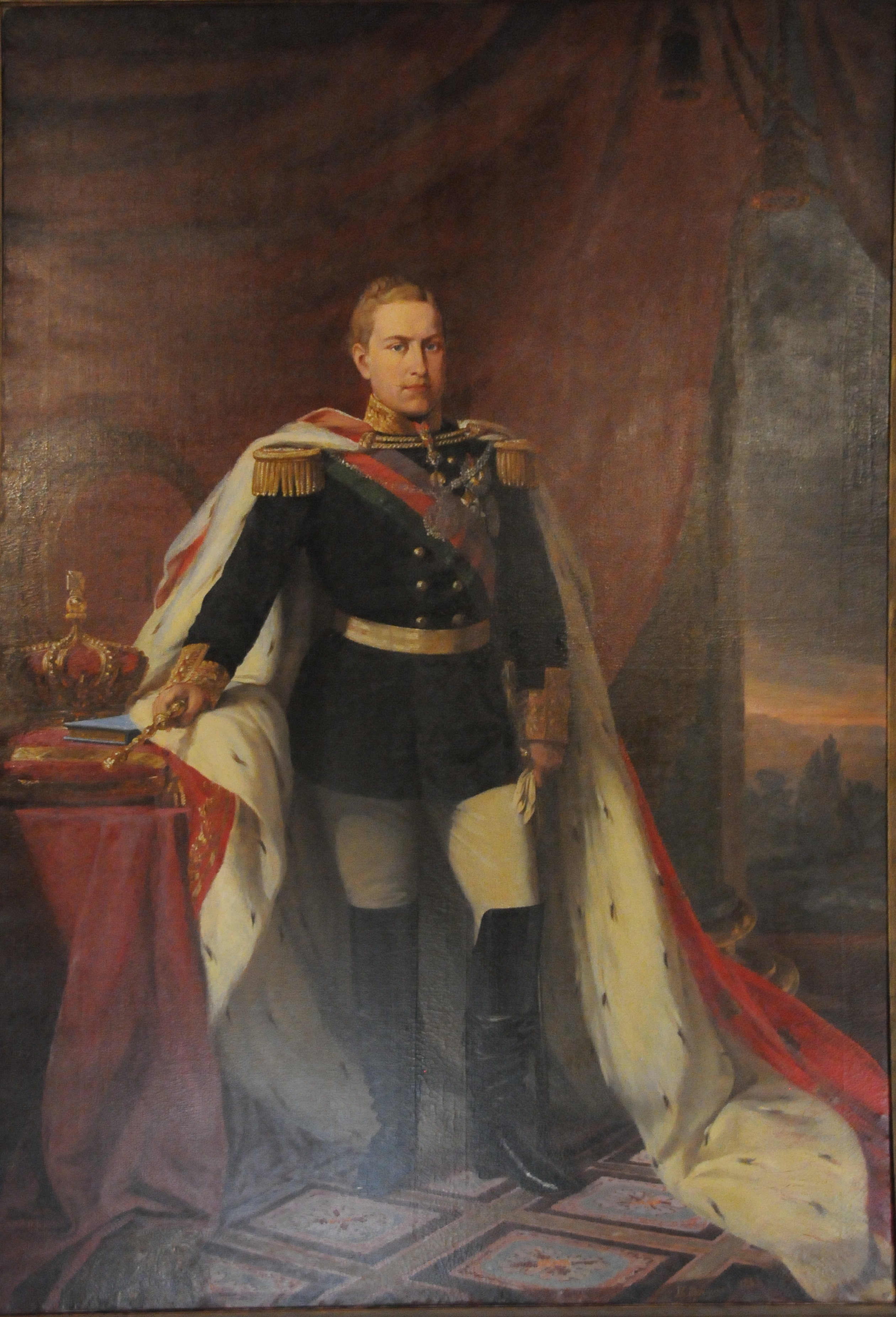
Ludwig I. (1861–1889)
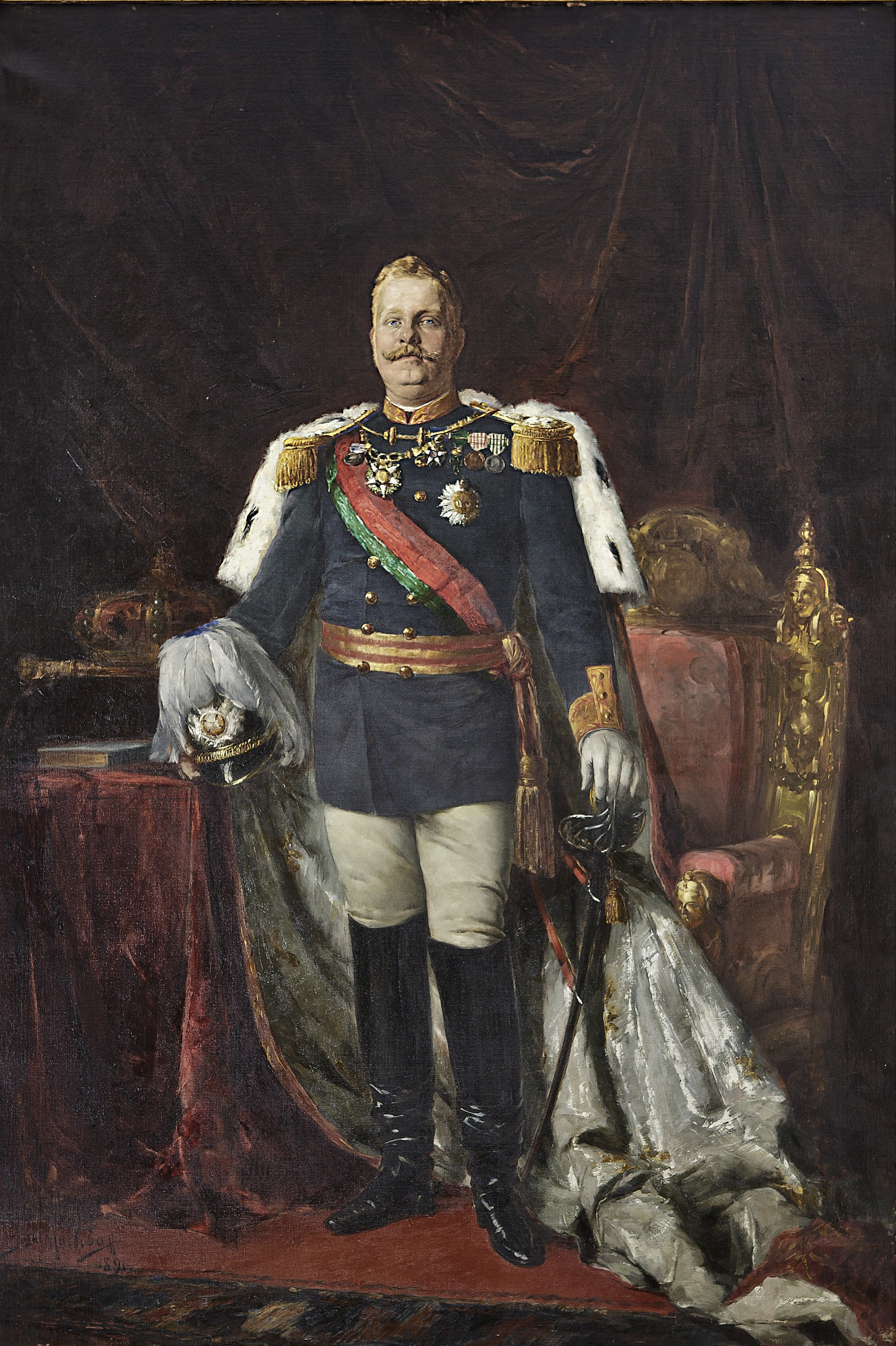
Karl I. (1889–1908)
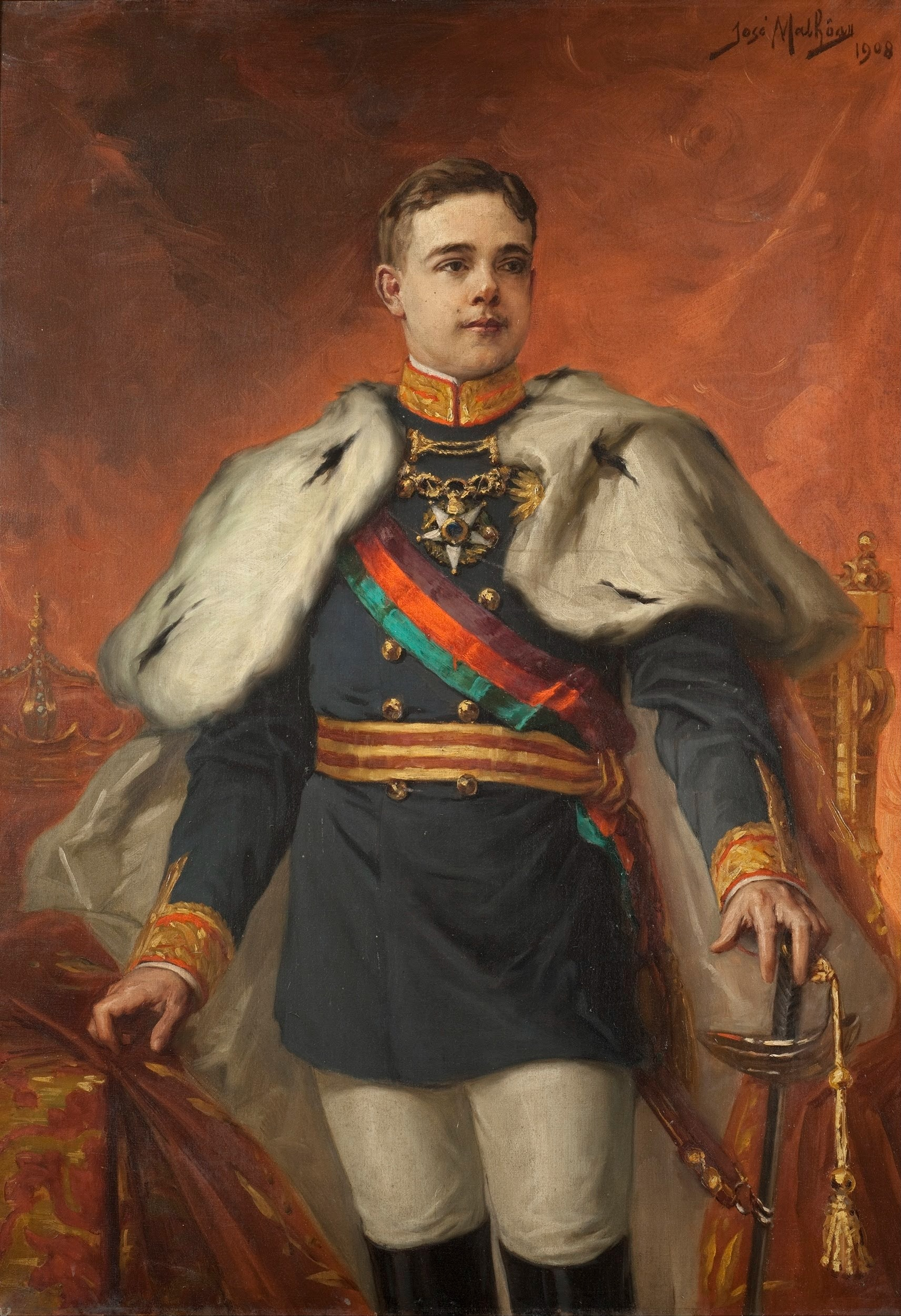
Manuel II. (1908–1910)

### Die herzogliche Linie
1831 hatte Ferdinand Georg als Fideikommissherr der Sachsen-Coburg-Koharyschen Güter auch den Herzogstitel angenommen. Nach seinem Tod übernahm der zweitgeborene Sohn August Titel und Familienbesitz. 1843 heiratete er Prinzessin Clementine d’Orléans (1817–1907), die Tochter König Louis-Philippe I. 1860 stiftete er in Coburg die Kirche St. Augustin als Grablege des katholischen Familienzweigs. Prinz Philipp von Sachsen-Coburg, der älteste Sohn, folgte seinem Vater nach. 1921 vererbt er Titel und Besitz an seinen Großneffen Philipp Josias von Sachsen-Coburg und Gotha (1901–1985).

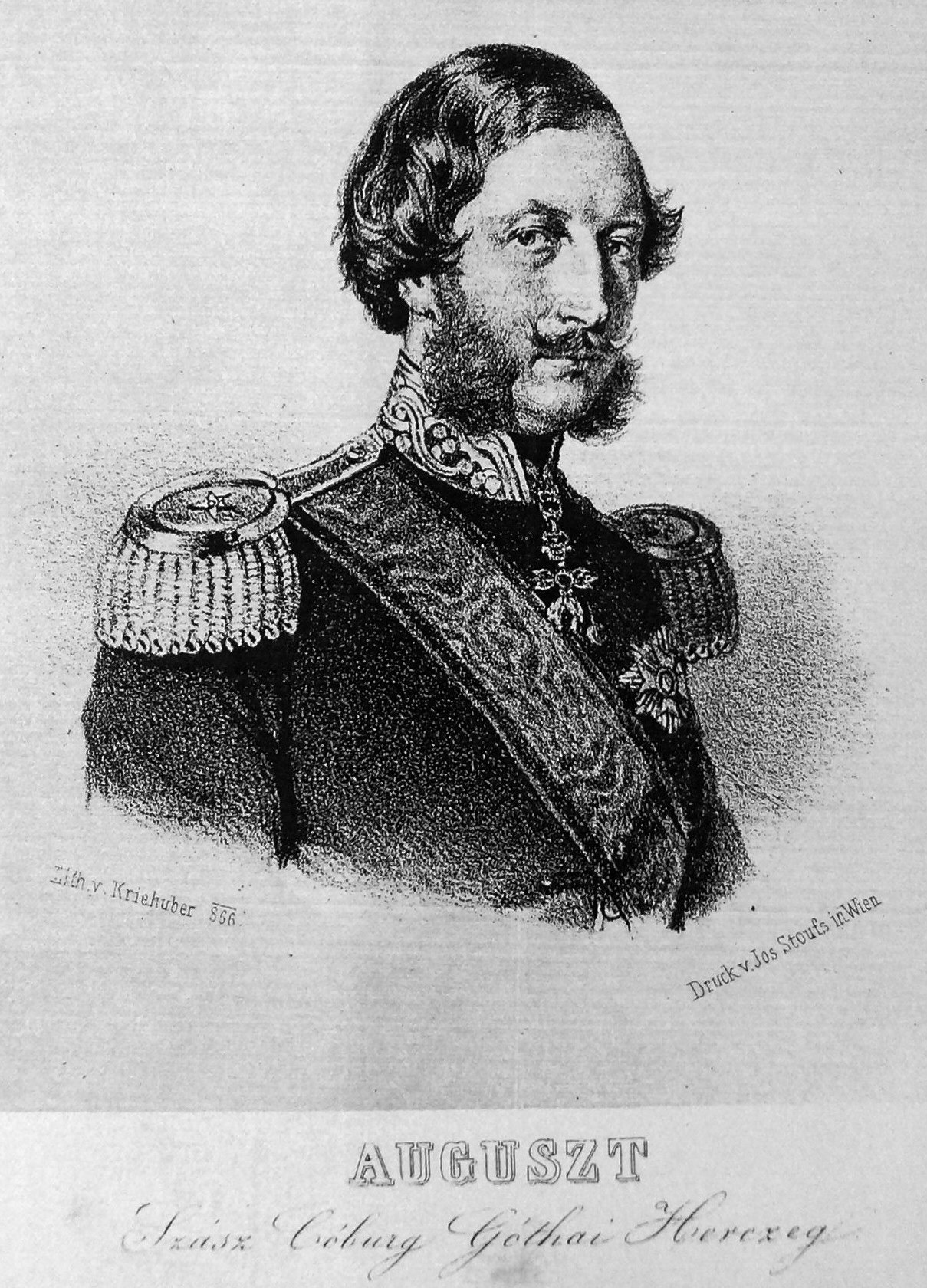
Prinz August von Sachsen-Coburg (1818–1881)
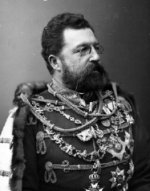
Prinz Philipp von Sachsen-Coburg (1844–1921)
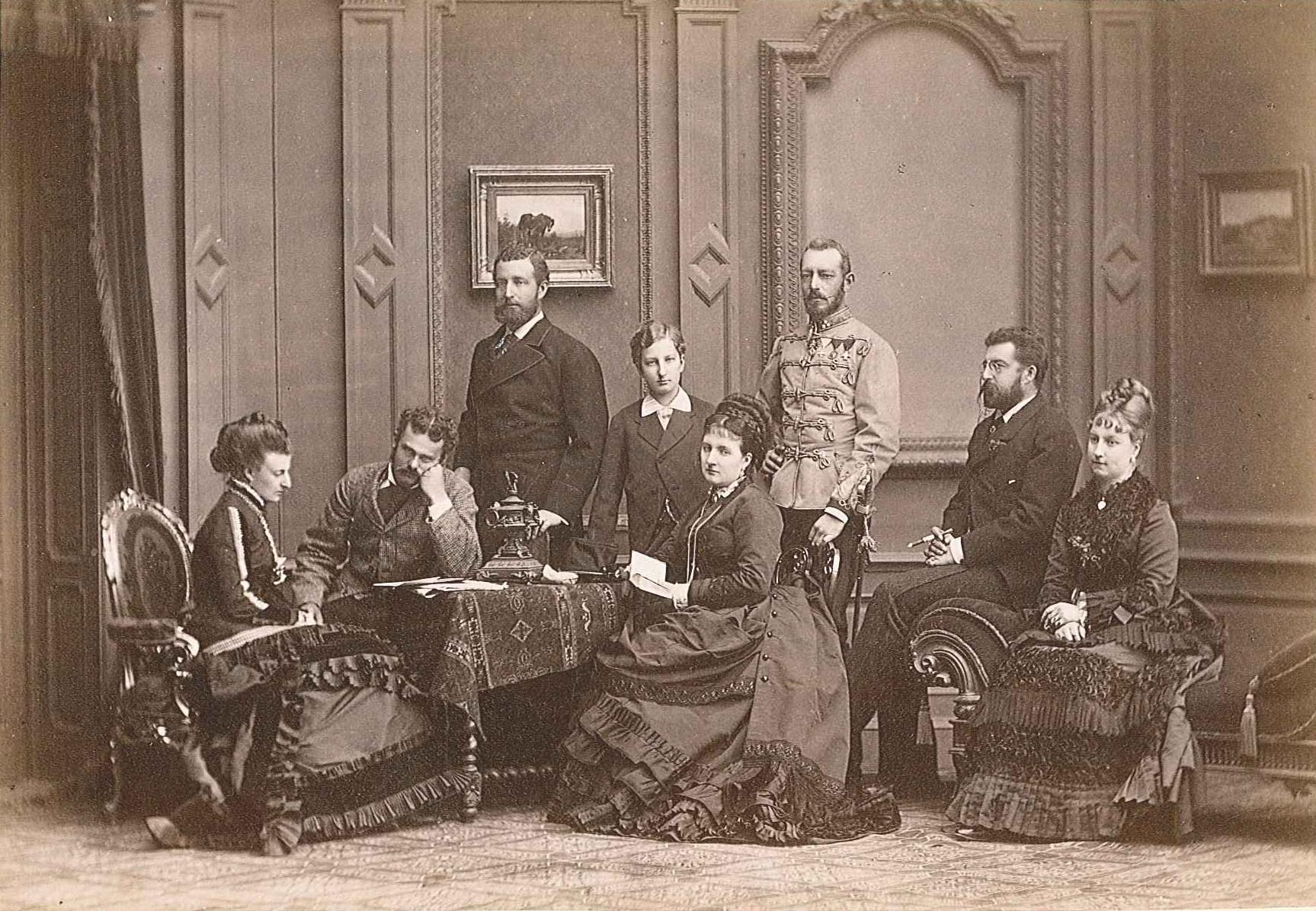
Die Kinder Augusts von Sachsen-Coburg
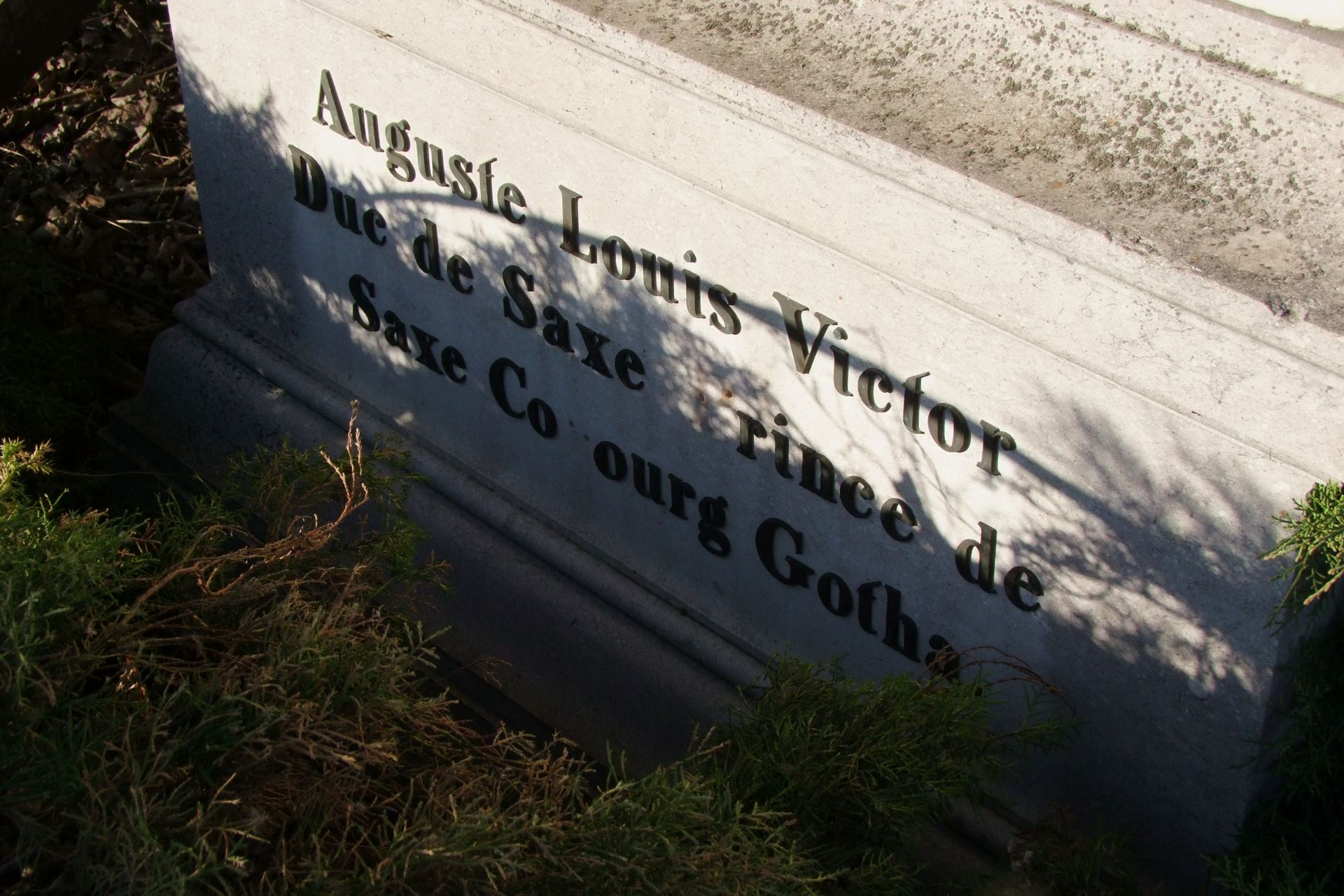
Inschrift am Denkmal für August von Sachsen-Coburg-Koháry in Ebenthal mit Herzogstitel (Duc de Saxe)
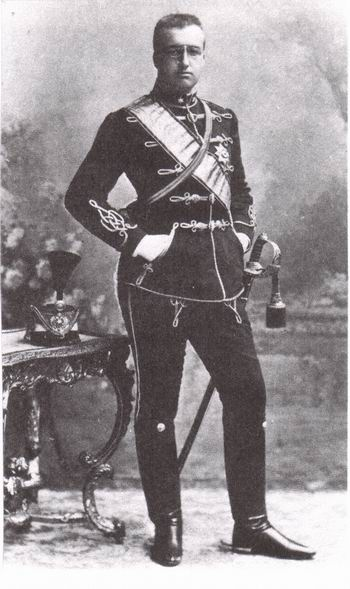
Leopold Clemens von Sachsen-Coburg und Gotha (* 1878, † 1916)

#### Die brasilianische Linie
Ludwig August von Sachsen-Coburg (1845–1907), der zweitgeborene Sohn von Prinz August und Clementine von Orleans, heiratete 1864  in Rio de Janeiro Prinzessin Leopoldina von Brasilien, eine Tochter von Kaiser Peter II. Der älteste Sohn Peter (1866–1934) war kaiserlich brasilianischer Thronfolger. Nach dem Sturz der brasilianischen Monarchie kehrte die Familie nach Europa zurück. Der zweitälteste Sohn August Leopold (1867–1922) trat in die österreichische Marine ein und heiratete Erzherzogin Karoline von Österreich-Toskana (1869–1945). Sein Sohn Philipp Josias von Sachsen-Coburg und Gotha (1901–1985) beerbte 1921 seinen Großonkel Prinz Philipp von Sachsen-Coburg. Seine Nachfahren leben noch heute in Österreich.

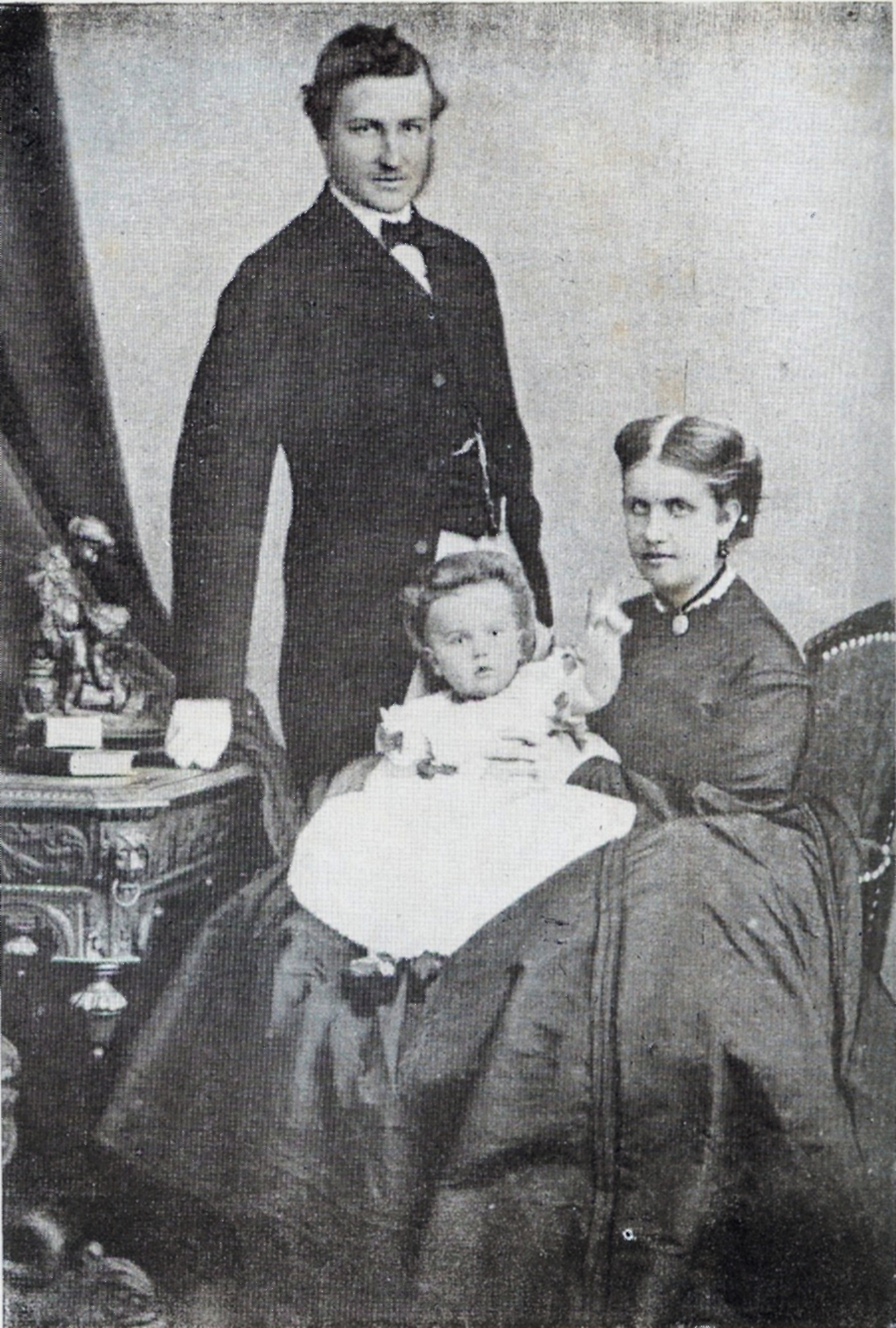
Ludwig August von Sachsen-Coburg (1845–1907), Prinzessin Leopoldina von Brasilien und der neugeborene Peter (1866–1934)
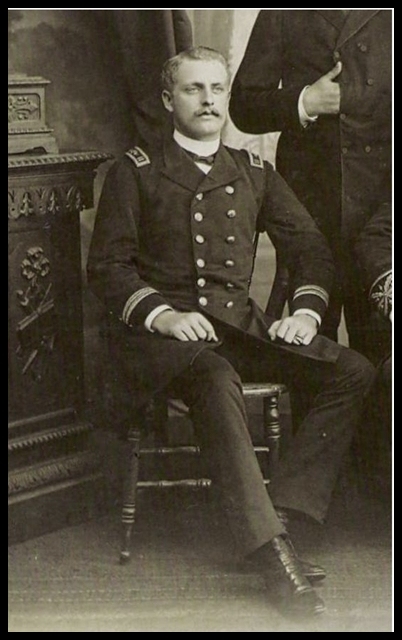
August Leopold von Sachsen-Coburg und Gotha (1867–1922)

### Die bulgarische Linie
Ferdinand (1861–1948), jüngster Sohn von August (1818–1881) und Clementine d’Orléans (1817–1907) wurde 1885 zum Fürsten von Bulgarien gewählt. 1908 nahm er den Titel Zar von Bulgarien an. 1918 trat er zugunsten seines Sohnes Boris III. (1894–1943) zurück und ging ins Exil nach Coburg. Nach dem Tod von Boris führte dessen jüngerer Bruder Kyrill (1895–1945) die Regentschaft für seinen minderjährigen Neffen Simeon II. (* 1937). Nach dem Einmarsch sowjetischer Truppen am 9. September 1944 und der Machtübernahme durch die Kommunisten wurden die Mitglieder des Regentschaftsrats zum Tode verurteilt und im Februar 1945 hingerichtet, jedoch blieb Simeon zunächst König. Nach einer entsprechend gelenkten Volksabstimmung im Jahre 1946 entschieden sich die Bulgaren mit 3,8 Millionen gegen nur 200.000 Stimmen für die Republik. Die Abschaffung der Monarchie zwang die königliche Familie zur Flucht.

Wappen des Zarentum Bulgarien
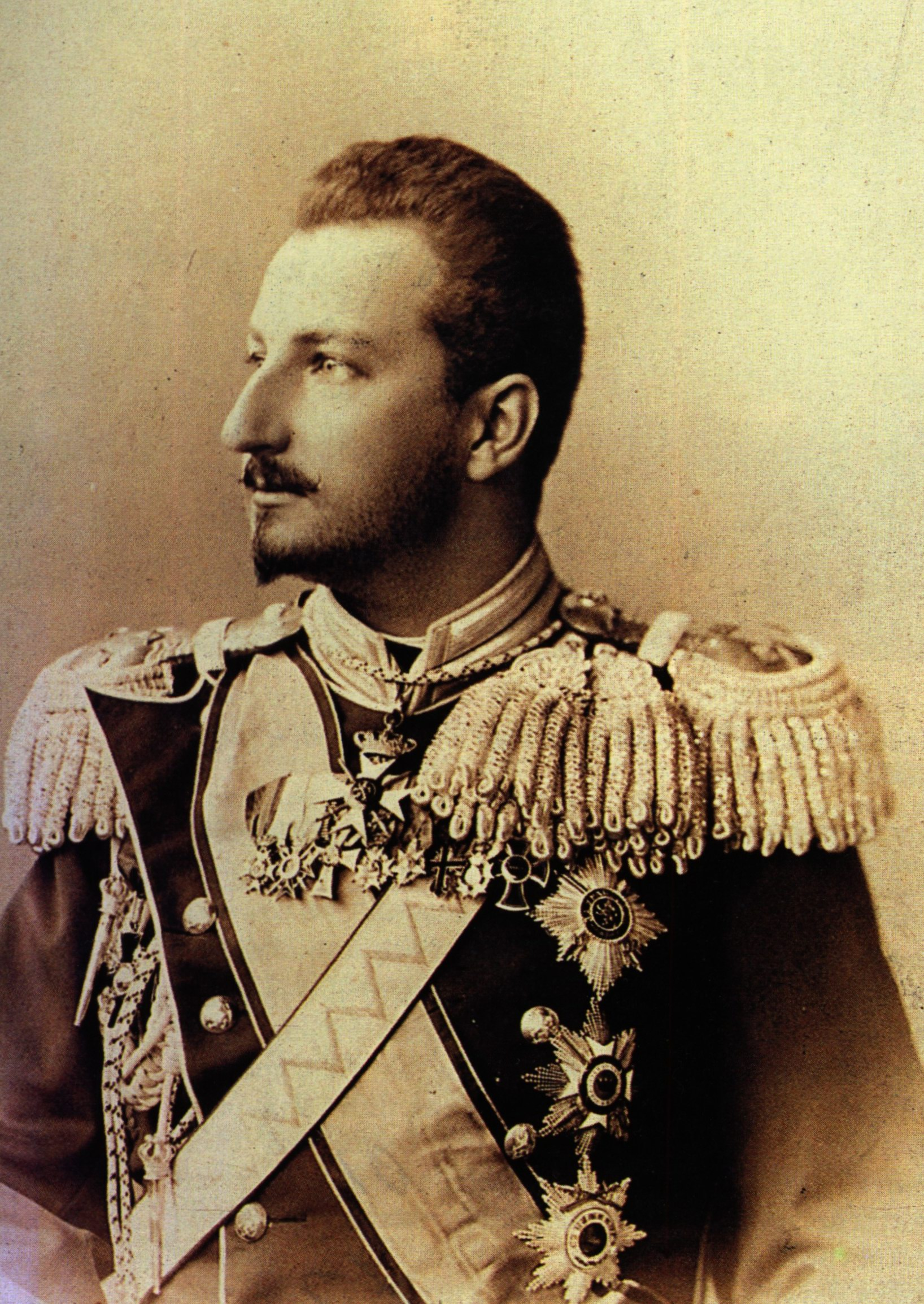
Ferdinand I. von Bulgarien (1861–1948)
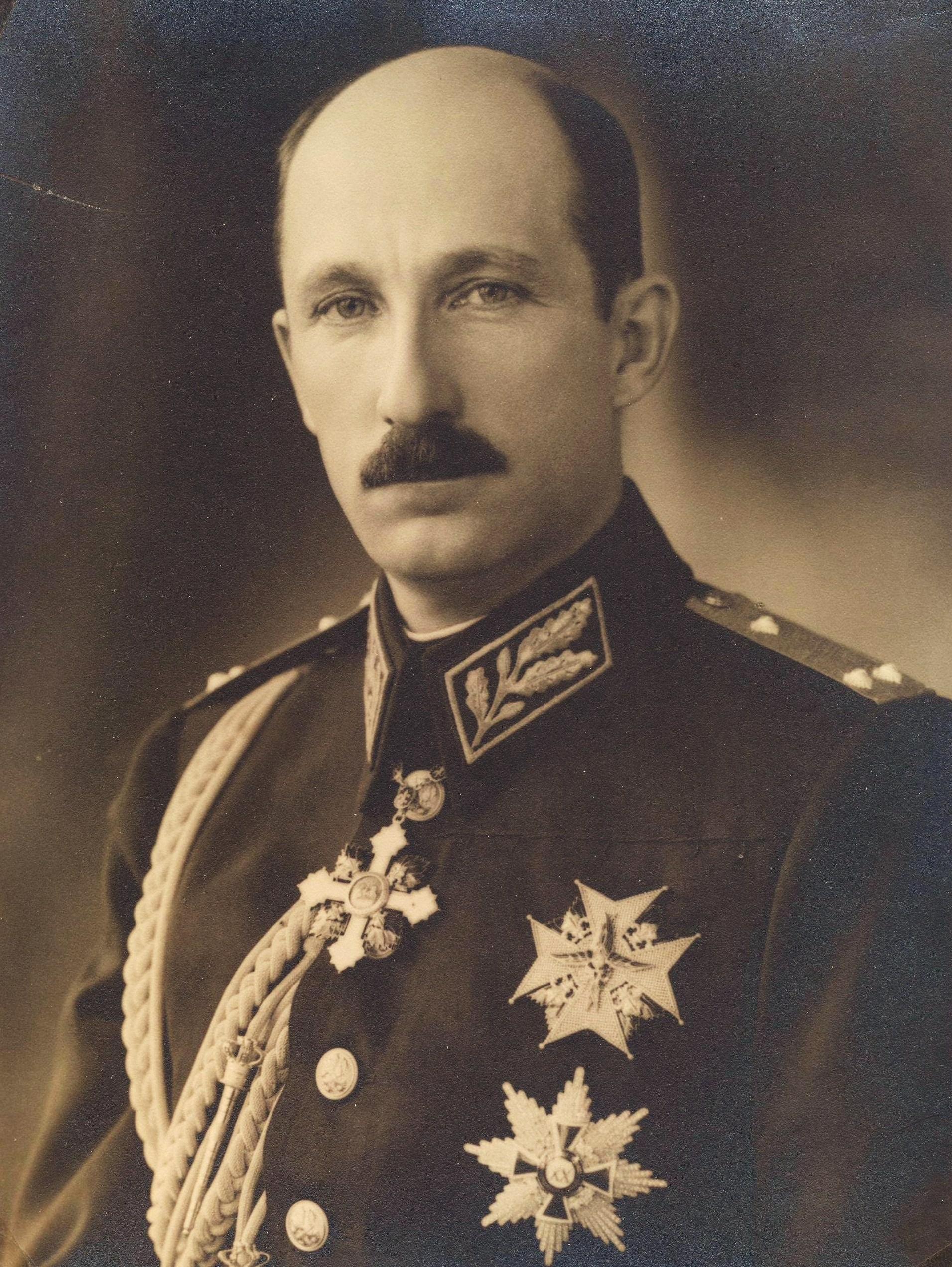
Boris III. (1894–1943)
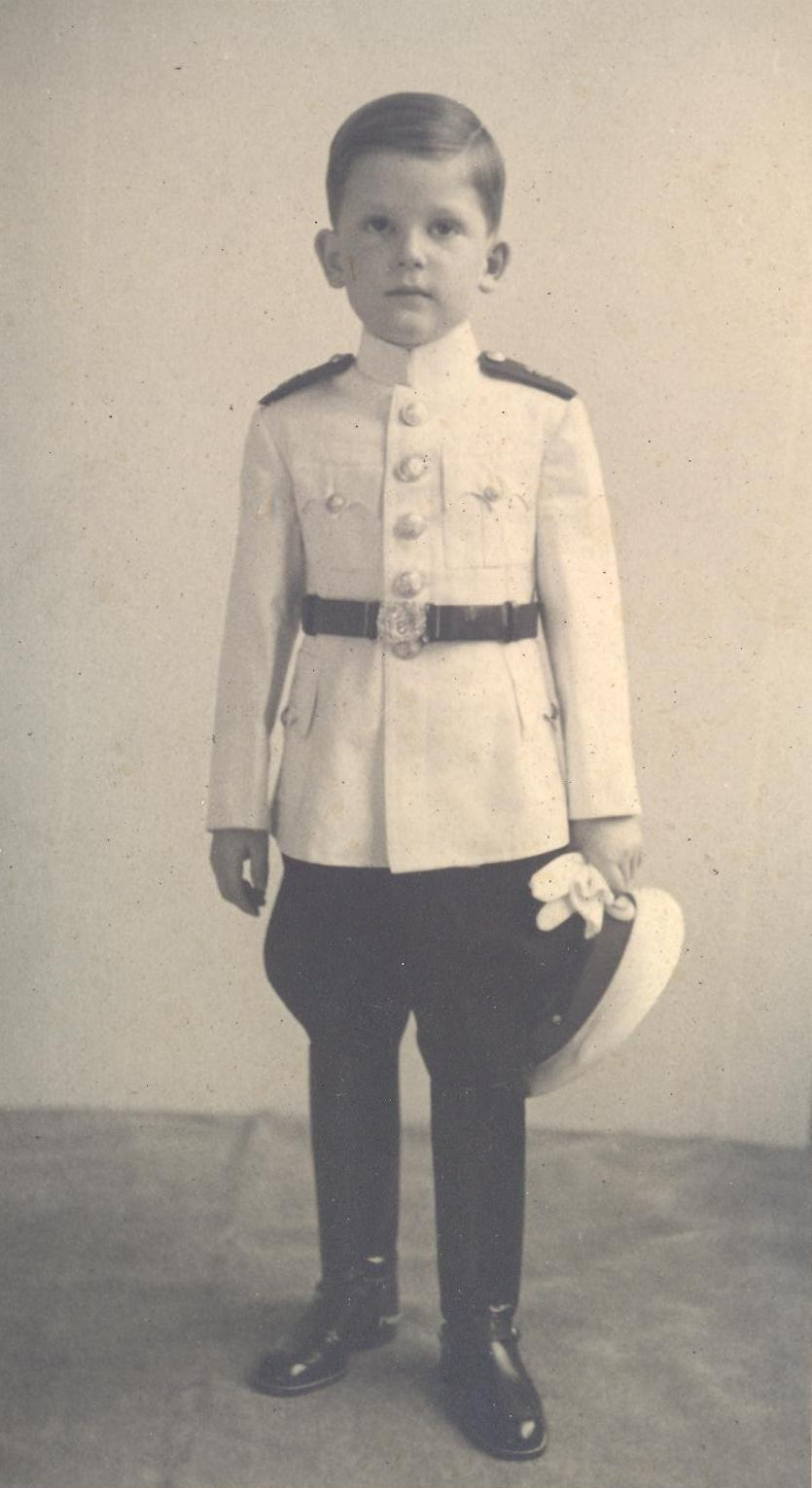
Simeon II. von Bulgarien (* 1937)

## Besitzungen

### Fideikommiss
Das Haus Sachsen-Coburg-Koháry hatte in Niederösterreich, Ungarn und der heutigen Slowakei umfangreichen Grundbesitz mit Gütern, Wäldern, Bergwerken und Fabriken. Mit etwa 145.000 Joch, entspricht 83.000 Hektar, waren die Coburger bis zum Ende des Ersten Weltkriegs die drittgrößten Landbesitzer in Ungarn. Der Besitz war in zwei Fideikommissen zusammengefasst. Durch die reichen Erträge aus den Besitzungen wurde die von Ferdinand Georg von Sachsen-Coburg begründete katholische Linie finanziell vom regierenden Herzogshaus in Coburg völlig unabhängig. Als äußeres Zeichen führten die Fideikommissherren den Titel Herzog.
Beim Tod des Fürsten Franz Joseph 1826 fielen die Koháryschen Manneslehen an den Kaiser zurück und wurden von diesem im Jahre 1831 an Ferdinand Georg für seine Verdienste als General der Kavallerie geschenkt. Dieser stiftete im gleichen Jahr mit diesem Grundvermögen den Prinz Ferdinand Coburgschen Fideikommiss. Durch seine Frau Maria Antonia Koháry kam er auch in den Besitz des 1723 von Stephan II. Koháry gestifteten Gräflich Koháryschen Fideikommisses. In seinem Testament bestimmte Prinz Ferdinand Georg, dass beide Fideikommisse in Personalunion zu führen sind. Wegen einer Bestimmung in der Stiftungsurkunde des Gräflich Koháryschen Fideikommisses musste der Inhaber desselben katholisch sein.

### Schlösser

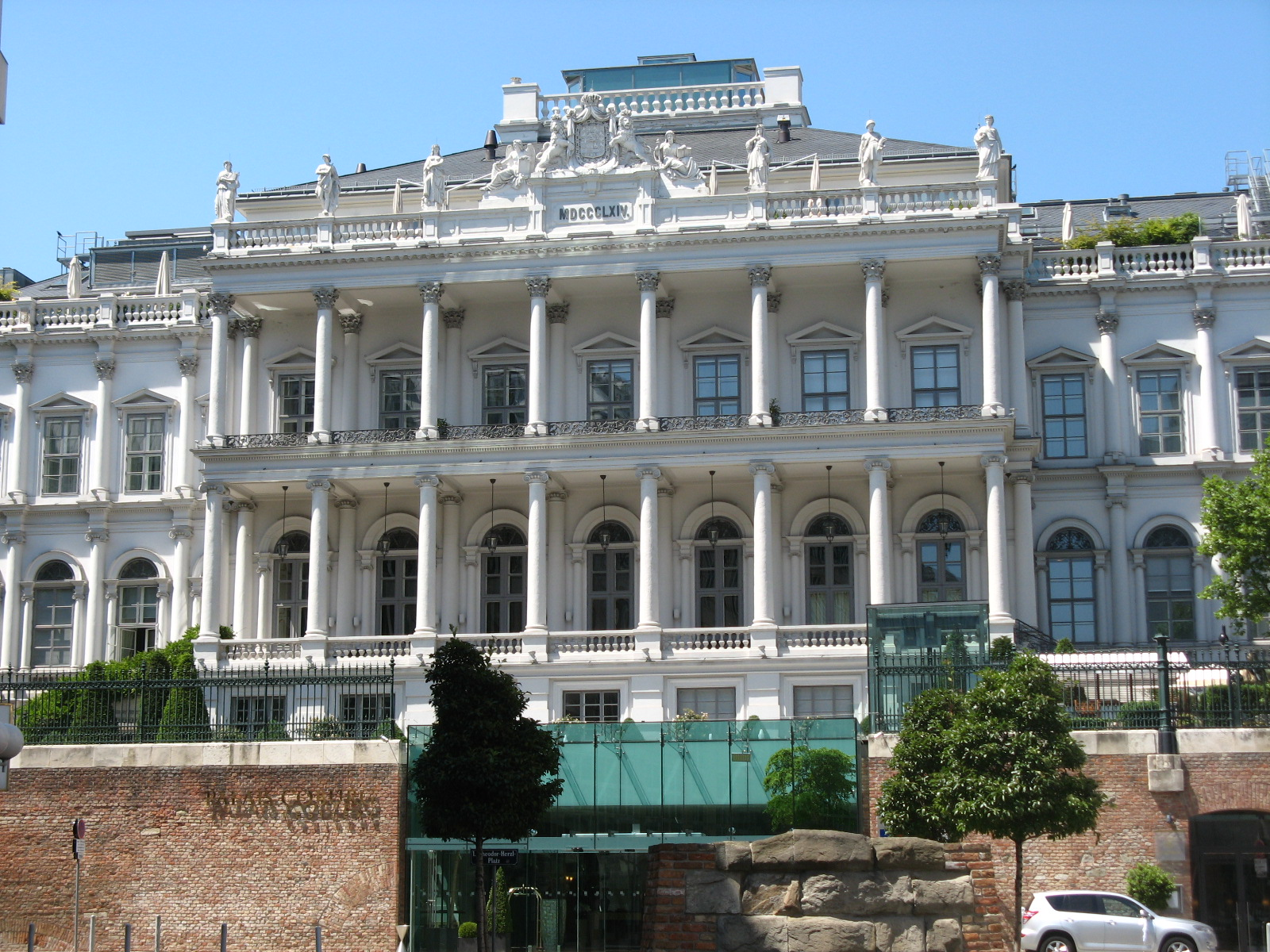
Palais Coburg Wien, 1840–45 als Sitz des Majoratchefs erbaut.
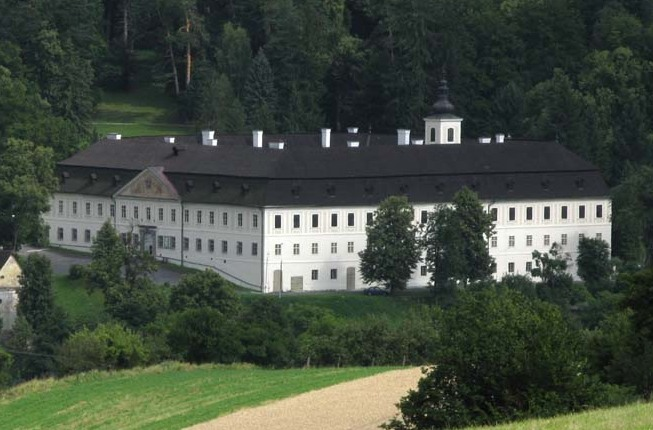
Schloss Svätý Anton in der Slowakei, aus dem Koháry-Erbe.
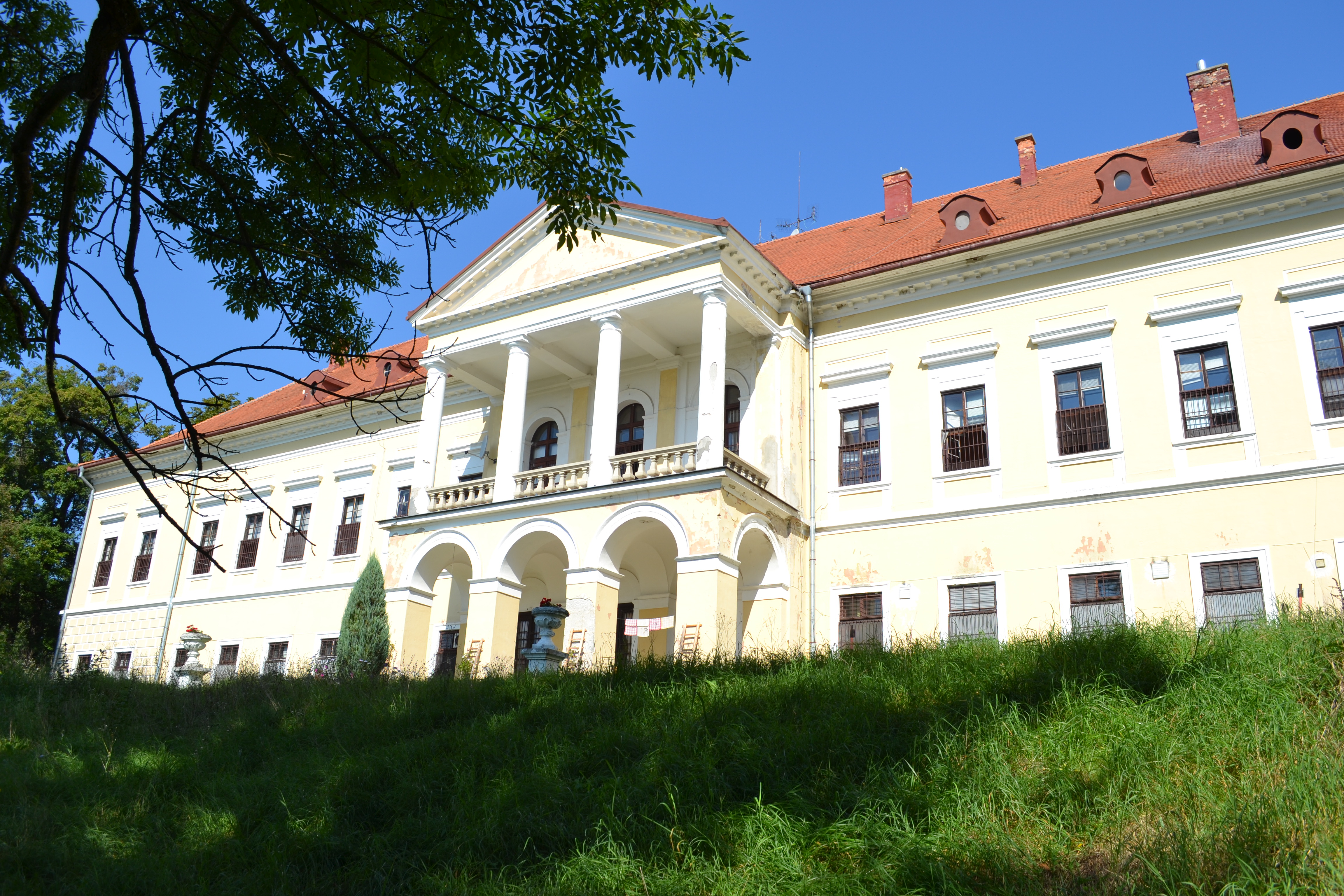
Schloss Balogvar in der Slowakei, aus dem Koháry-Erbe.
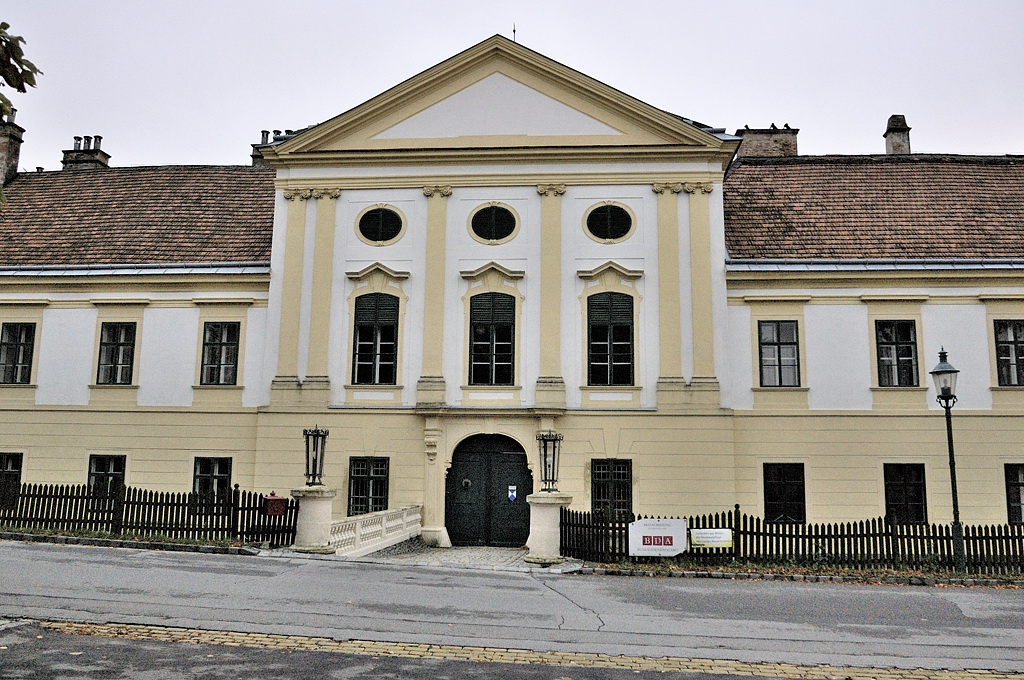
Schloss Ebenthal in Niederösterreich, aus dem Koháry-Erbe.
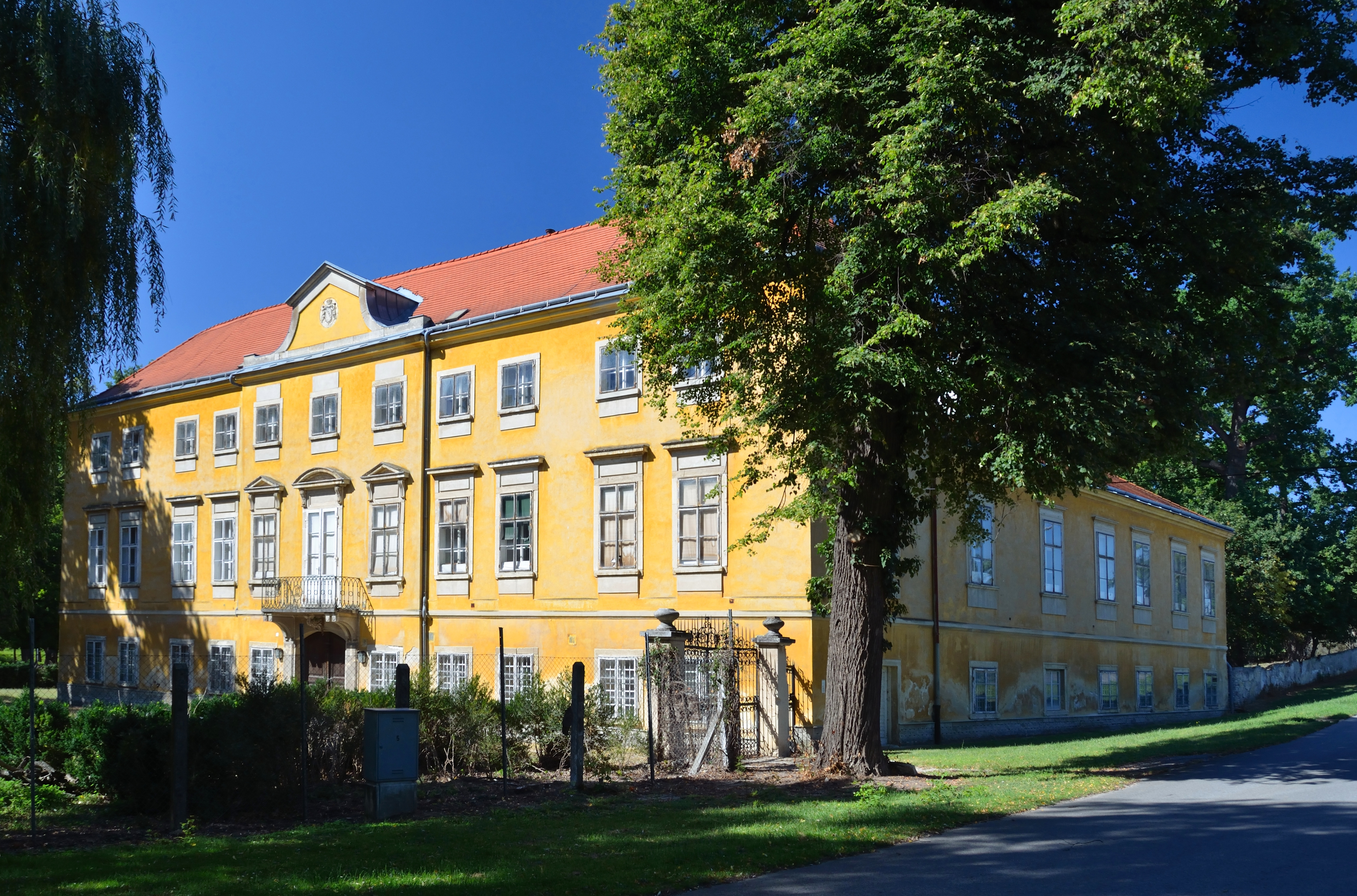
Schloss Walterskirchen in Niederösterreich, aus dem Koháry-Erbe.
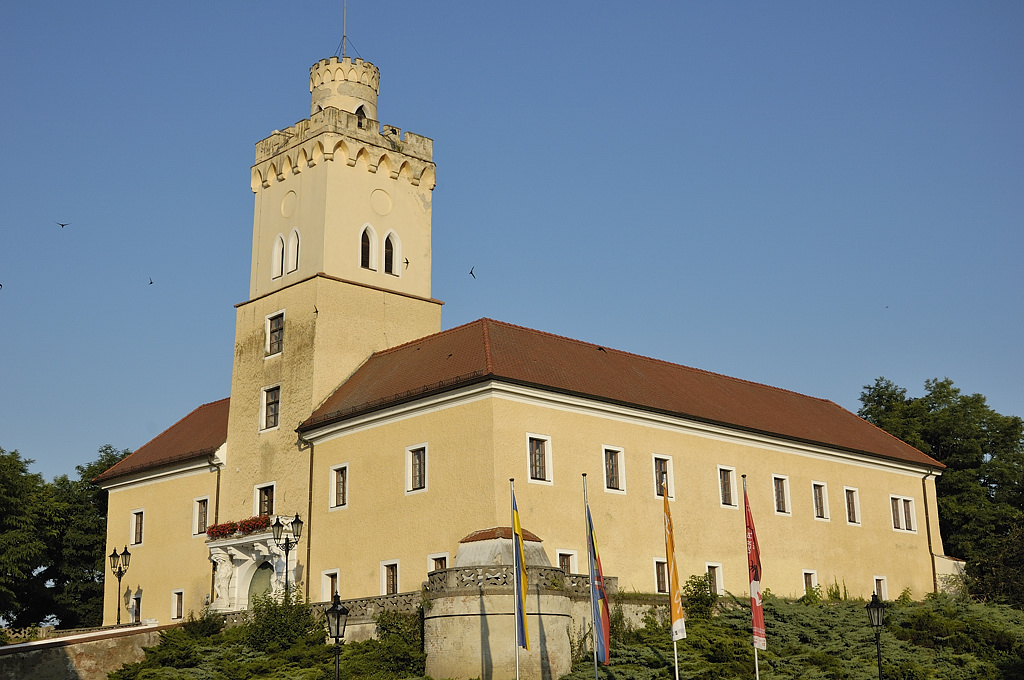
Schloss Dürnkrut in Niederösterreich, aus dem Koháry-Erbe.
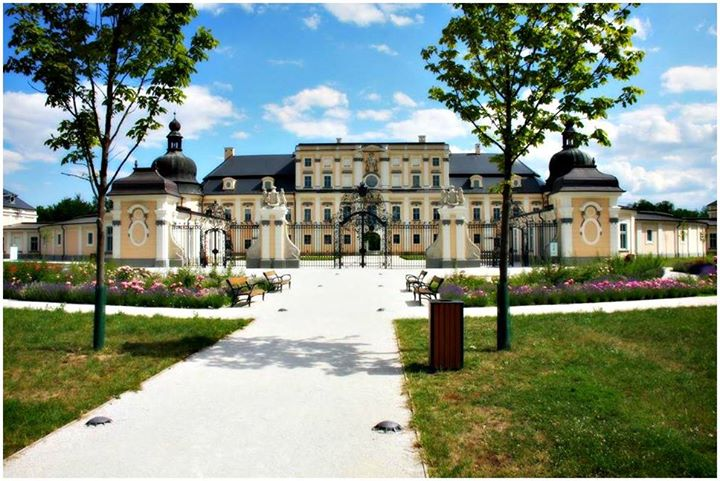
Schloss Edelény in Ungarn, 1831 gekauft. Seit 1928 in ungarischem Staatsbesitz.
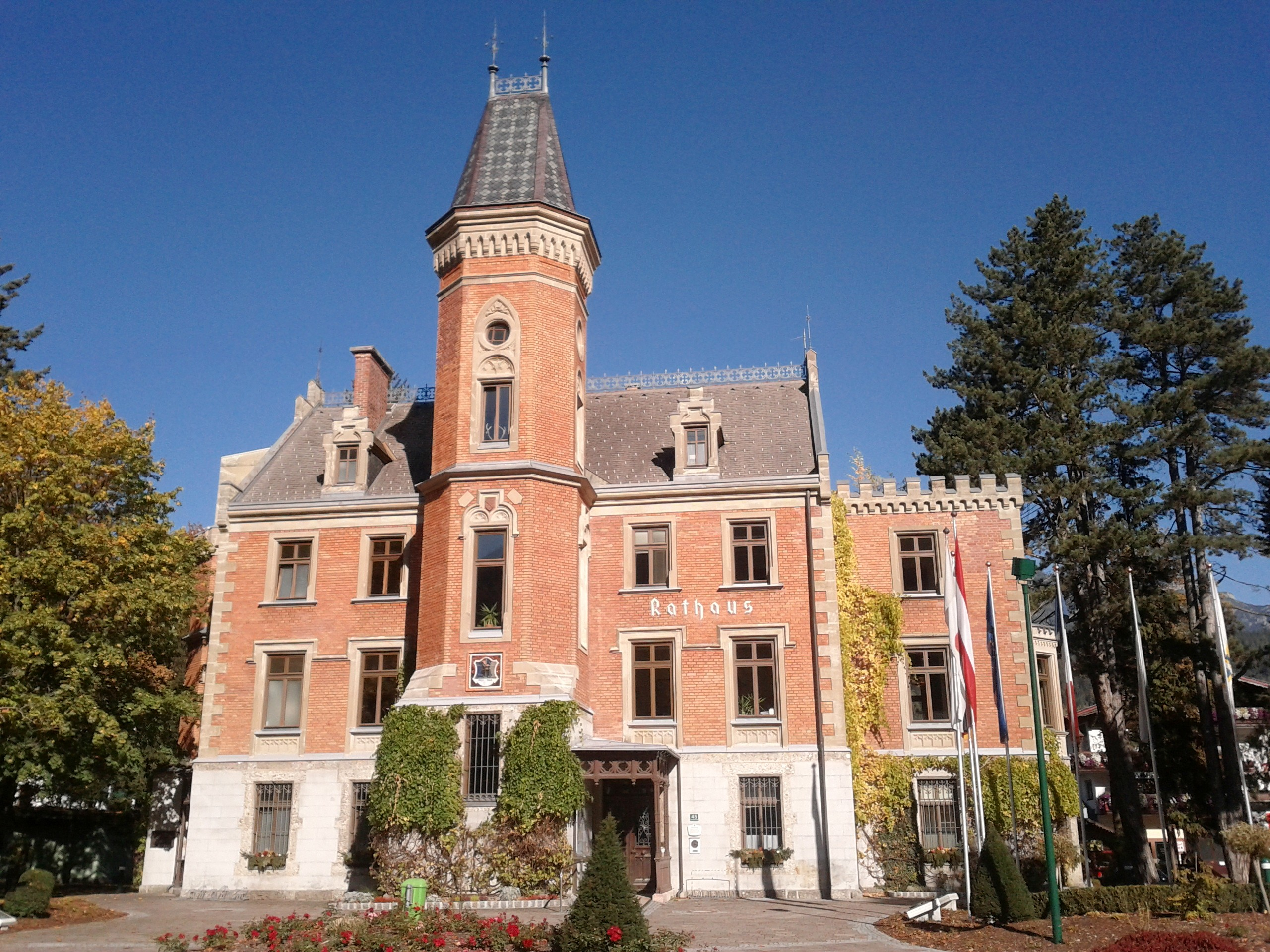
Schloss Coburg in Schladming, 1885 für Ludwig August von Sachsen-Coburg  erbaut, heute Rathaus der Stadt.

## Grablegen
Ferdinand Georg und seine Frau Maria Antonia Koháry liegen im Herzoglichen Mausoleum im Friedhof am Glockenberg in Coburg begraben. Ihr Sohn August stiftete 1860 die Kirche St. Augustin in Coburg und ließ dort eine neue Grablege für sich und seine Familie anlegen. 15 Mitglieder des Hauses sind dort beigesetzt.

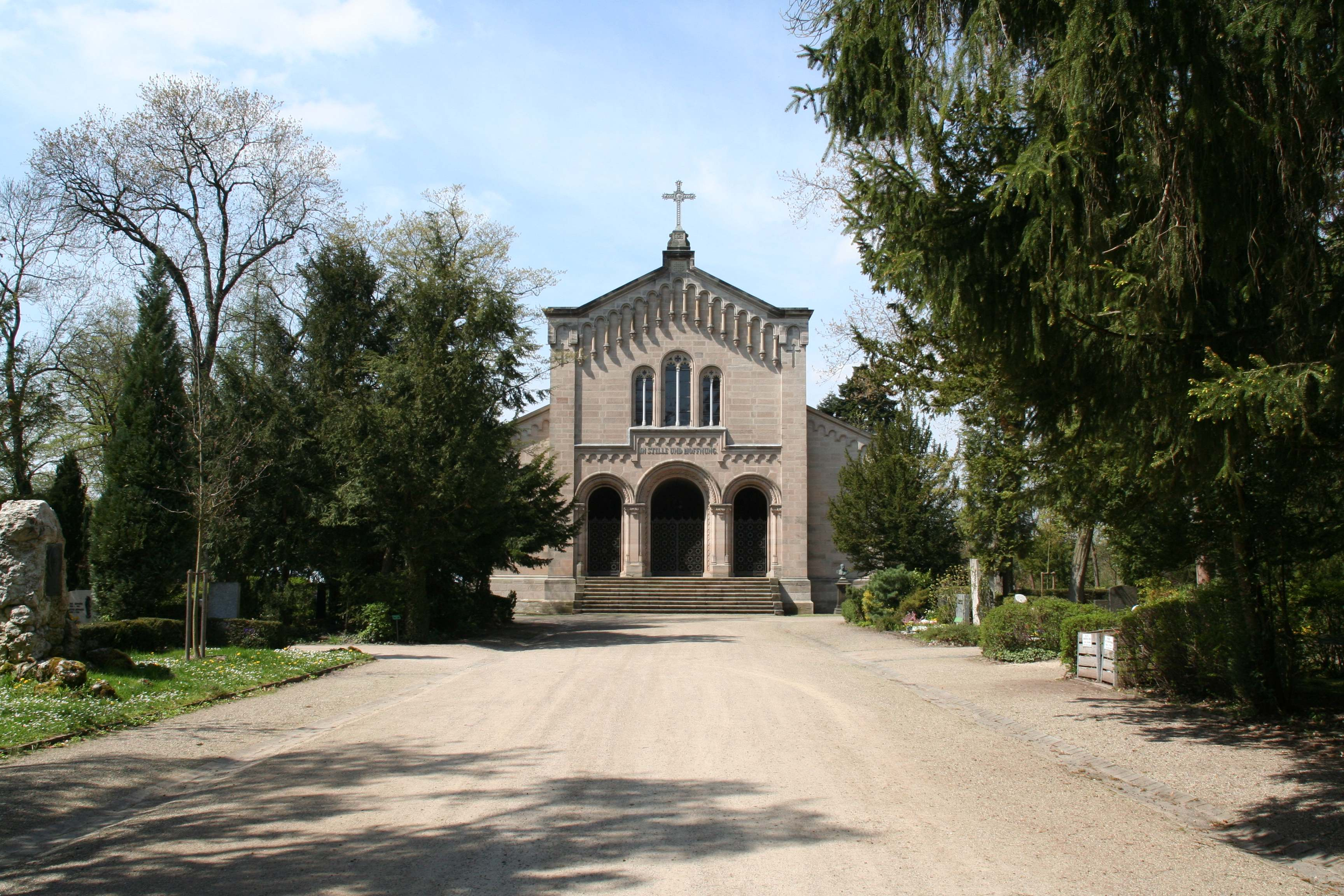
Herzogliches Mausoleum am Glockenberg in Coburg
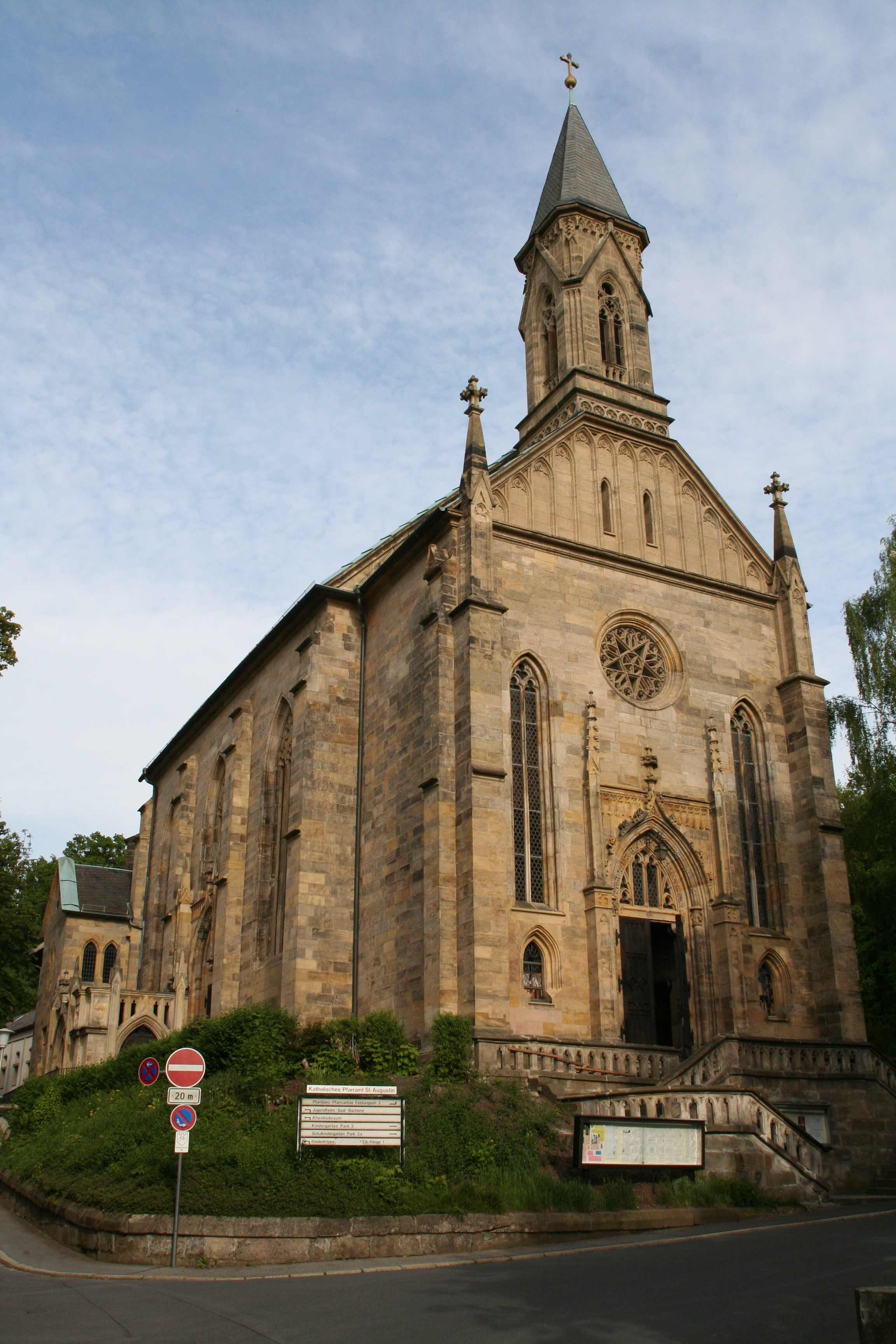
St. Augustin  in Coburg
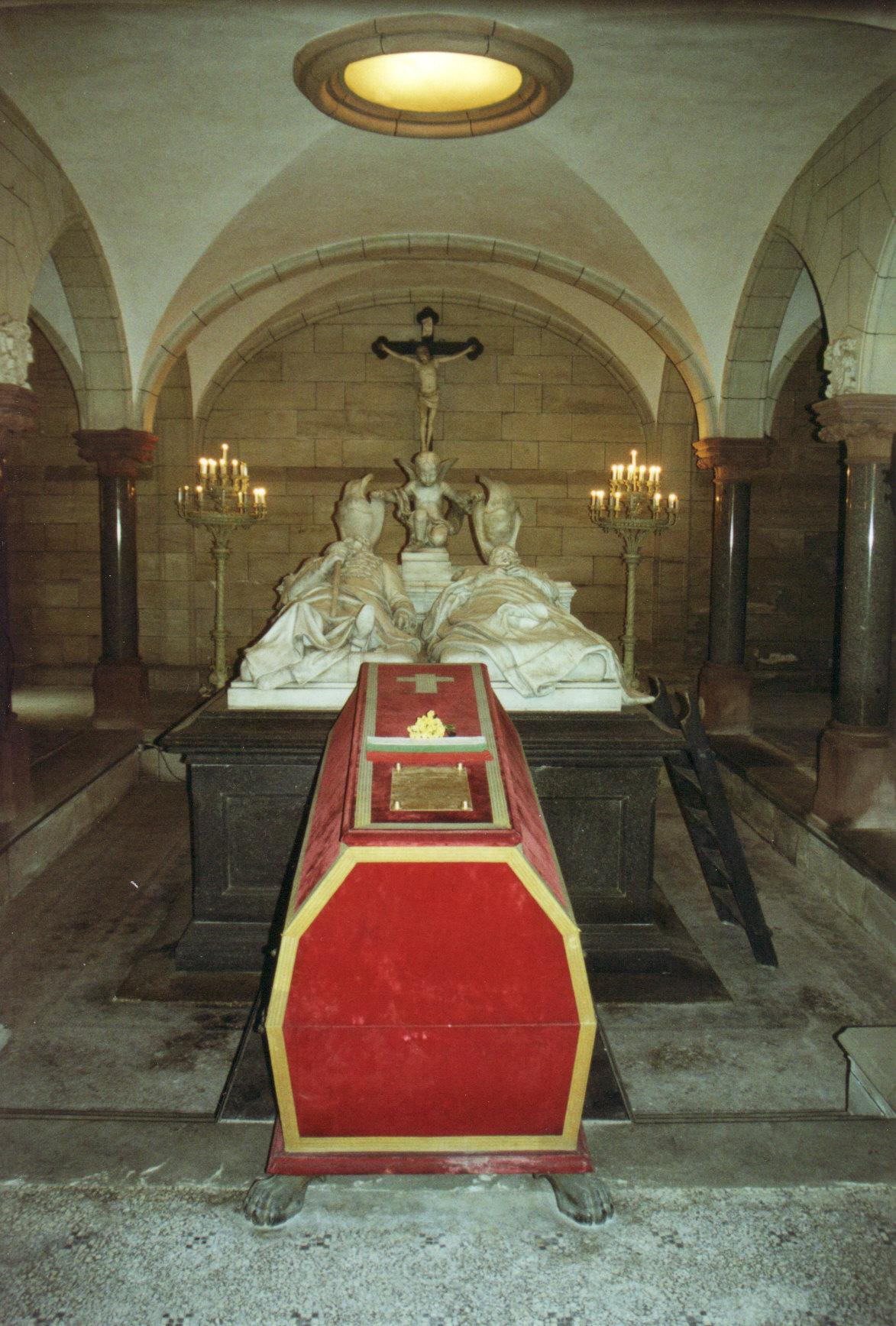
Doppelsarkophag für August von Sachsen-Coburg und seiner Frau Clementine d’Orléans, davor der Sarg Ferdinand von Bulgariens
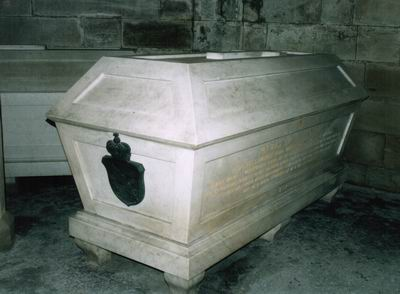
Sarg Peter von Sachsen-Coburg, ehem. Thronfolger von Brasilien (1866–1934)